# Daphnusa zythum
Daphnusa zythum là một loài bướm đêm thuộc họ Sphingidae. Nó được tìm thấy ở Sumatra.